# Carlos José de Oliveira
Mons. Carlos José de Oliveira (* 17. října 1967, Botucatu) je brazilský římskokatolický duchovní a biskup Apucarana.

## Život
Narodil se 17. října 1967 v Botucato.
Dne 4. února 1986 vstoupil do kněžského semináře Sagrado Coração de Jesus v Mogi das Cruzes. Teologické a filosofické vzdělávání získal na Papežské fakultě Nossa Senhora da Assunção v São Paulu. Dne 8. prosince 1991 byl vysvěcen na jáhna a 4. října 1992 na kněze. Byl inkardinován do diecéze Mogi das Cruzes.
Po vysvěcení se stal farním administrátorem farnosti Nossa Senhora da Paz v Mogi das Cruzes a rektorem přípravného semináře. Roku 1996 získal na Papežské univerzitě Gregoriana magisterský titul z teologie.
Roku 1996 byl inkardinován do arcidiecéze Botucatu. Zde vykonával různé pastorační a administrativní funkce. Byl profesor Teologického institutu Jana Pavla II. v Marílii.
Dne 4. října 2007 mu byl udělen titul Kaplan Jeho Svatosti.
Roku 2016 získal na Papežské katolické univerzitě v Rio de Janeiro doktorát teologie. Stejného roku se stal generálním vikářem arcidiecéze.
Dne 12. prosince 2018 jej papež František jmenoval biskupem Apucarana. Biskupské svěcení proběhlo 19. března 2019. Hlavním světitelem byl arcibiskup Giovanni d'Aniello a spolusvětiteli arcibiskup Maurício Grotto de Camargo a biskup Celso Antônio Marchiori.